# Список армянских храмов на территории современной Турции

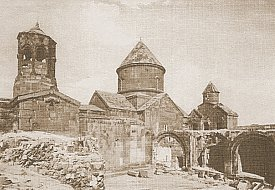
Оромос, X—XIII века

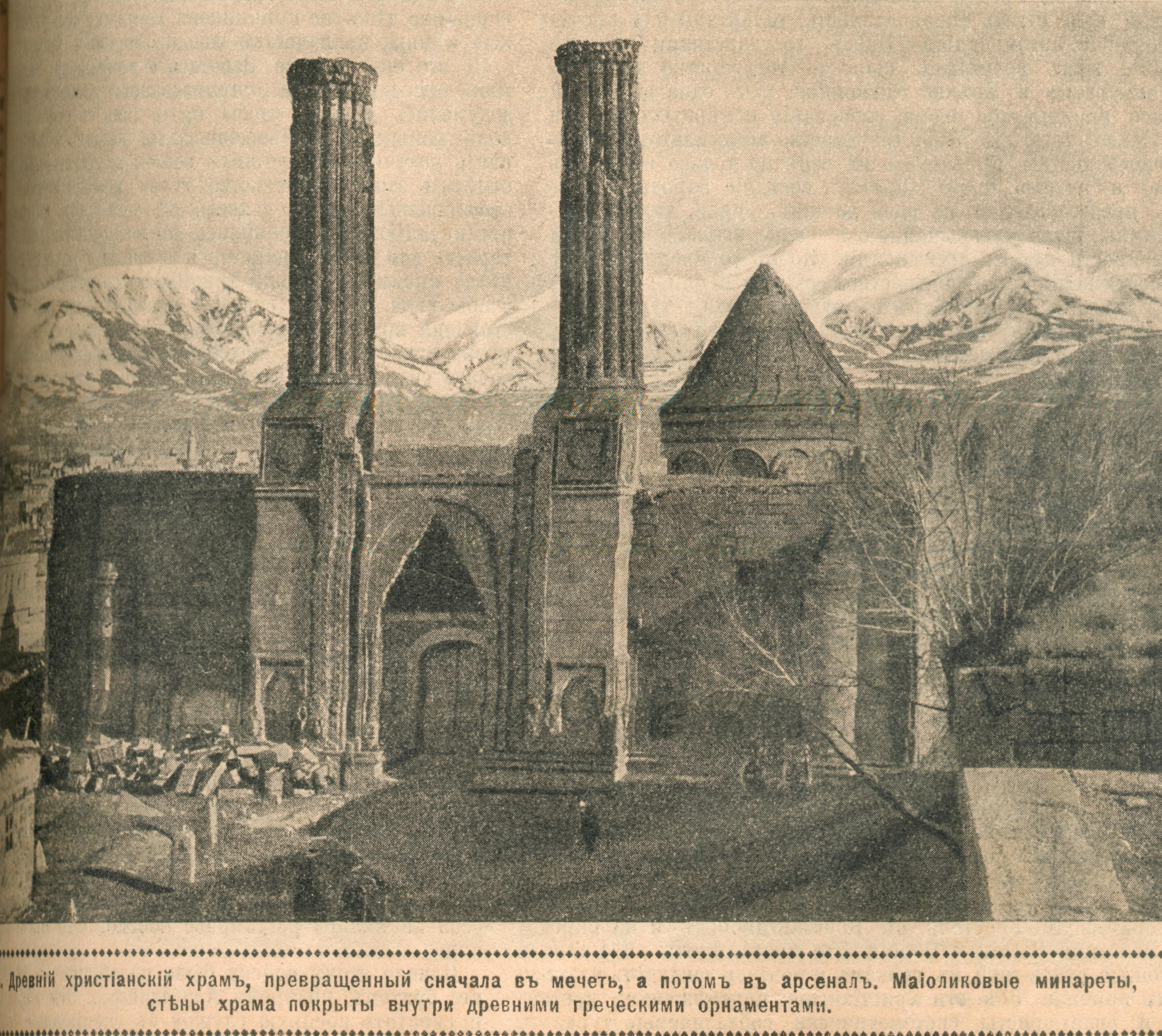
Древний Армянский храм, превращённый турками в арсенал. Освобождённый Эрзурум, 1916

В 1912—1913 годах по поручению Министерства внутренних дел Османской империи Константинопольский патриархат ААЦ должен был составить список действующих армянских храмов на территории империи.
Согласно статистике, собранной архиепископом Магакией Орманяном, количество армянских храмов, действующих на территории Западной Армении (не считая историческую Киликию, Константинополь и другие регионы) к этому времени составляло 2200. Из этого числа 2150 храмов были разграблены и повреждены (некоторые — уничтожены) в годы Геноцида армян.
Доктор Раймонд Геворгян в своей работе «Les Arméniens dans l’Empire Ottoman à la veille du génocide», вышедшей в свет в 1992 году в Париже, основываясь на неопубликованных данных из архивов Константинопольского патриархата ААЦ, приводит 2528 церквей, 451 монастырь и около 2000 школ. На сегодняшний день, вне Стамбула у армян есть всего лишь 6 действующих церквей и ни одного монастыря.
После 1928 года начался процесс изменения армянской топонимики населённых пунктов, рек, озёр, гор и других объектов на этой территории, который происходил несколько раз. Например, поселение Мокс в провинции Васпуракан было переименовано в Мюкюс, затем в Бахчисарай и в итоге в Хусейние, Бердах стал Динлендже, Андзай — Гёрушлу, Севан — Ортаджа, Арен — Гёлдузлу, Аджн — Саимбейли. Также остров Ахтамар был переименован в Акдамар, город Ани — в Аны (что по случайному стечению обстоятельств по-турецки означает «память»), гора Арарат в гору Агры, а сохранившиеся памятники были представлены без ссылки на их армянское происхождение.
Согласно данным ЮНЕСКО, из 913 храмов, которые выжили после погромов 1915 года, к 1974 году 464 были полностью уничтожены, 252 находились в руинах, а 197 подлежали незамедлительному восстановлению под угрозой уничтожения. Сегодня Турция является членом ЮНЕСКО, но имеется огромное количество доказательств и фактов того, что Правительство Турции по сей день уничтожает армянское культурное наследие на своей территории.
В 6-м пункте решения Европейского совета от 18 июня 1987 года касательно Геноцида армян в Турции, говорится:

Турецкое правительство должно показать справедливое отношение к самобытности, языку, религии, культуре и историческим памятникам армянского народа;
Совет Европы требует, чтобы сохранившиеся исторические и архитектурные памятники, расположенные в Турции, были восстановлены.
Оригинальный текст (англ.)The Turkish government must show a fair treatment towards the identity, language, religion, culture and historical monuments of the Armenian people;
The Council of Europe demands that the preservation of the historical and architectural monuments situated in Turkey should be improved.

## Турция
Ниже идёт неполный список храмов на территории современного государства Турция (населённые пункты в алфавитном порядке):
- Церковь Св. Григория (Абугамренц), X век, Ани
- Церковь Святого Спасителя, 1035 год, Ани
- Церковь Сурб Хач (Святой Крест), остров Ахтамар
- Церковь Сурб Киракос, Диярбакыр[3]
- Церковь Св. Григория Просветителя, Кайсери
- Церковь Двенадцати апостолов, Карс. После 1915 года превращена в мечеть[4]
- Церковь, Кемалие
- Церковь Св. Карапета, Муш
- Церковь Сурб Ованес, Эрух. Снесена в 2013 году. На месте разрушенной церкви будет построено общежитие для девушек[5]
- Церковь в Харберде — использовалась в качестве стоянки для машин, после превращена в гостиницу[6]
- Монастырский комплекс Хоромос, X век, 15 км к северо-востоку от города Ани
- Церковь Пресвятой Богородицы, 1892 год, Газиантеп
- Монастырь Святого Варфоломея, XIII век, Ван
- Монастырь Ехегнамор, X—XI века, Карс
- Монастырь Кармраванк, X век, Ван
- Монастырь Аменапркич, 1424 год, Трабзон
- Монастырь Варзахан, XII век, деревня Уграк[англ.] провинции Байбурт
- Церковь Текор, 485—490 годы, Карс
- Церковь Святых Апостолов, XI век, Ани
- Монастырь Агпериг, 20 км юго-восточнее города Муш
- Монастырь Пресвятой Богородицы, XIII век, Арапгир
- Церковь Святого Григория Просветителя (Гагикашен), 1001—1020 гг., Ани
- Девичий Монастырь, XIII век, Ани
- Собор Святого Иоанна, 631—639 гг., Багаван
- Монастырь Нарекаванк, X век, село Нарек у южного берега озера Ван
- Церковь Святой Марине, Муш
- Монастырь Святого Всеспасителя, 893—898 гг., Ширакаван
- Монастырский комплекс Варагаванк, VII—XI вв., 9 км к юго-востоку от центра города Ван
- Монастырь Святого Знамения (Сурб Ншан), XI век, Себастия (Сивас)
- Церковь Святого Стефана, XVI век, Смирна
- Церковь Тигран Хоненц, 1215 год, Ани
- Церковь Пастыря, XI век, Ани
- Монастырь Агарак, 653 год, Эгрек (современная провинция Ыгдыр в Турции)
- Апаранк, X век, провинция Ван
- Апранк, ?, 15 км к юго-западу от города Терджан, провинции Эрзинджан
- Багнаир, 989 год, село Козлуца недалеко от города Ани
- Лим Пустынь, IV—XVIII века, остров Лим
- Монастырь Пресвятой Богородицы Чархапан, 1611 год, 25 км к северо-востоку от Измита, недалеко от села Армаш
- Церковь Святой Троицы, 1650 год, город Сиврихисар[en] провинции Эскишехир
- Церковь Святого Николая, 1840 год, Самсун
- Монастырь Святого Акопа, 1004 год, Ачн (современный Саимбейли) провинции Адана
- Монастырь Чудотворения, VIII век, 3.5 км к северо-западу от Адилджеваза[en] провинции Битлис
- Собор Пресвятой Богородицы, 1840 год, Адана
- Церковь Пресвятой Богородицы, XIX век, Кайсери
- Церковь Святого Знамения, 1776 год, район Картал провинции Стамбул
- Кафедральный Собор Пресвятой Богородицы, 1828 год, квартал Кумкапы в центре Стамбула
- Церковь Святого Царя, XVII век, район Кадыкёй Стамбула
- Церковь Святого Бедроса, 1723 год, Газиантеп
- Монастырь Святого Анании (Пор), VII век, деревня Пор в 7 км к северо-востоку от города Битлис
- Монастырь Святого Иоанна (Пор), VII век, деревня Пор в 7 км к северо-востоку от города Битлис
- Церковь Алам, 637 год, село Алам (Алем)[tr] района Дигор провинции Карс
- Церковь Святого Теодороса, 624—631 годы, город Багаран
- Церковь Святого Григория Просветителя, XIX век, район Кузгунджук Стамбула
- Церковь Святого Креста, IX век, село Дзорадир
- Монастырь Святого Геворга, X век, село Гомс (современный Чанакдюзю[тур.])
- Монастырь Святого Минаса, 1790 год, село Кез[арм.]
- Монастырь Святого Фомы, X—XIII века, село Алтинсач[тур.] (арм. Гандзак)
- Абугамренц
- Арапгир
- Ахберк
- Багаван
- Монастырь Варзахан
- Церковь Святого Григория Просветителя (Ани)
- Дразаркский монастырь
- Монастырь Матнаванк
- Анийский собор
- Церковь Святого Григория Просветителя (Кайсери)
- Девичий Монастырь (Ани)
- Монастырь Ктуц
- Хоромос
- Монастырь Хцконк
- Хогоц[арм.]
- Ктутсский монастырь
- Мренский собор
- Нарекаванк
- Монастырь святого Карапета
- Церковь Святой Марине (Муш)
- Скевра
- Церковь Святого Григория Просветителя (Галата)
- Тигран
- Монастырь Святых Апостолов (Муш)
- Сурб Карапет
- Церковь Святого Спасителя (Ани)
- Варагаванк
- Церковь святых апостолов (Карс)
- Текор
- Ахджкаберд[арм.]
- Церковь Святых Апостолов (Ани)
- Церковь Пресвятой Богородицы (Газиантеп)
- Церковь Святой Троицы (Сиврихисар)
- Церковь Святого Киракоса (Диярбакыр)
- Монастырь Святого Варфоломея
- Ехегнамор
- Абдлмсе[арм.]
- Абдлмсе[арм.]
- Абраамаванк[арм.]
- Адамакерт[арм.]
- Мороту[арм.]
- Агбертс[арм.]
- Агбунари[арм.]
- Агмагара[арм.]
- Агпериг
- Агркский монастырь[арм.]
- Сурб Зоравор (Ахаванк)[арм.]
- Ахкосиванк[арм.]
- Монастырь Акнер, 1198—1203 годы, село Акнер
- Акндживанк[арм.]
- Сурб Акоб[англ.]
- Святой Варфоломей[арм.]
- Амардолу[арм.]
- Анарзаба[арм.]
- Абуханми[арм.]
- Аргелан[арм.]
- Аркакахни[англ.]
- Аркайакахни[арм.]
- Святой Афанагин[арм.]
- Айгек[арм.]
- Айридзор[арм.]
- Святой Охан[арм.]
- Святой Христофор[арм.]
- Арег[арм.]